# التلون (للعملة)

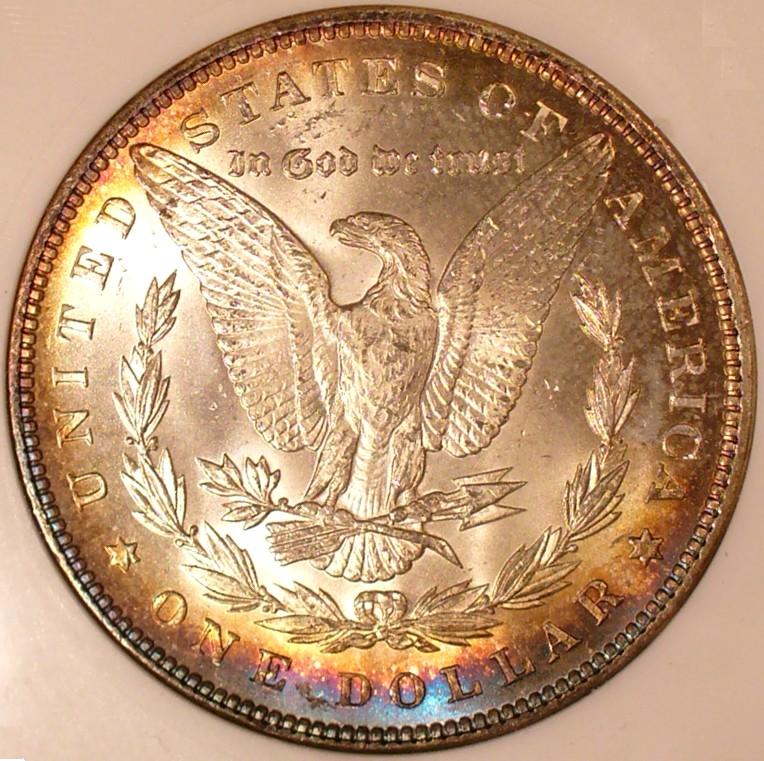
دولار مورغان ذو لون قزحي

التلون أو تغير لون العملة المعدنية هو تغير اللون الناتج عن الأكسدة والذي يشكل طبقة رقيقة من التشويه على سطح المعدن وعادة ما يكون ذلك نتيجة للتفاعلات وردة الفعل الكيميائية مع المركبات المحتوية على الكبريت في البيئة. ويمكن أن يختلف لون العملة المعدنية من حيث الجمالية وعلى هذا يمكن أن يضيف أو يقلل من قيمة العملة بالتناوب. حيث تميل العملات المعدنية ذات الألوان أو الأنماط غير العادية إلى أن تكون موضع تقدير هواة جمع العملات المعدنية. ويعتبر التلوين أكثر شيوعًا على العملات الفضية ولكن يمكن العثور عليه على العملات المعدنية المصنوعة من معادن وسبائك أخرى بما في ذلك الذهب والنحاس والنيكل النحاسي.

## أنواع التلون
حيث يمكن أن يكون للألوان وأنماط التلوين المختلفة تأثيرات مختلفة على درجة العملة وقيمتها. فعلى سبيل المثال قد يؤدي اللون البني المتقطع إلى خفض قيمة العملة المعدنية في حين أن اللون متعدد الألوان أو "القوس قزح" قد يزيد من قيمتها. وعلى نحو مماثل يمكن للتلوين أن يرفع أو يخفض من درجة العملة المعدنية بعدة نقاط حيث يعتمد التصنيف على عوامل تشمل جاذبية العين وليس مجرد الارتداء. فاعتماداً على البيئة التي حدث فيها التلوين يمكن أن تأتي العملات الملونة بالعديد من الألوان ومجموعات الألوان المختلفة. وقد تغطي أنماط التلوين العملة المعدنية بأكملها أو جانبًا واحدًا فقط أو منطقة واحدة فقط. كما يمكن للعملات المعدنية التي ظلت مكدسة في الأكياس لفترة طويلة أن تتطور إلى لون هلالي حيث تكون العملة المعدنية الملونة مغطاة جزئياً بعملة أخرى موضوعة خارج المركز فوقها. وهذا أمر شائع مع دولارات مورغان والتي كانت تسلم عادة إلى البنوك وتخزن في أكياس قماشية كبيرة.

## التلوين الاصطناعي
أحيانًا تُلون العملات المعدنية بطريقة مصطنعة نتيجة لاستخدام المواد الكيميائية أو الحرارة. كما يمكن أن يقوم بذلك أولئك الذين يسعون إلى زيادة قيمتها ولكن التلوين غير الطبيعي على العملات النادرة سوف يقلل من قيمتها عند اكتشافها. أما العملات المعدنية ذات الأسطح الأصلية فهي المفضلة دائمًا تقريبًا مع أن العملات المعدنية ذات التلون الاصطناعي الشديد مثل النسور الفضية الأمريكية المعدلة تُباع أحيانًا كقطع جديدة.